# Rainer Sachse (Fußballspieler)
Rainer Sachse (* 15. Juni 1950 in Dresden) ist ein ehemaliger deutscher Fußballspieler. In der höchsten Spielklasse des DDR-Fußballs, der Oberliga, spielte er für die SG Dynamo Dresden und die BSG Stahl Riesa. Zweimal wurde er in der DDR-A-Nationalmannschaft aufgeboten.

## Sportliche Laufbahn

### Gemeinschafts- und Clubstationen
Als achtjähriger Schüler begann Sachse bei der BSG Motor Dresden-Neustadt unter seinem ersten Übungsleiter, dem früheren Oberligaspieler Rudi Clemens, organisiert Fußball zu spielen. 1963 wechselte er zum SC Einheit Dresden, dessen Männermannschaft nach Jahren der Oberligazugehörigkeit zu diesem Zeitpunkt in der zweitklassigen DDR-Liga spielte. Nachdem er mit der A-Jugendmannschaft Bezirkspokalsieger geworden war, gehörte er bereits mit 17 Jahren zum Aufgebot der 1. Männermannschaft des nunmehr als FSV Lokomotive Dresden firmierenden Einheit-Nachfolgers. Nebenher absolvierte er eine Lehre als Triebfahrzeugschlosser bei der Deutschen Reichsbahn. Im November 1969 holte Dynamo Dresden den talentierten 1,74 Meter großen Stürmer in seine Oberligamannschaft, in der er ab März 1970 seine ersten Spiele absolvierte. Als Dynamo 1970/71 nach 1952/53 seine zweite Meisterschaft errang und obendrein den DDR-Fußballpokal gewann, war Rainer Sachse mit 24 Punktspieleinsätzen und acht Toren bereits zum Stammspieler geworden. Im Pokalendspiel gegen den BFC Dynamo (2:1) spielte Sachse als halblinker Stürmer. Für Dynamo Dresden begann mit diesem Doppelerfolg eine überaus erfolgreiche Zeit. Während Sachses Zeit wurde Dynamo noch viermal DDR-Meister und gewann 1977 erneut den Fußballpokal. In diesem Pokalfinale schoss Sachse in der 87. Minute den Siegtreffer zum 3:2 über den 1. FC Lokomotive Leipzig. Ehe sich Sachse nach Ende der Saison 1979/80 von Dresden verabschiedete, hatte er 172 Oberligapunktspiele bestritten und 70 Tore erzielt. In den Europapokalspielen der Dresdner war er 32 Mal eingesetzt worden und hatte dort sechs Tore geschossen.
In der Saison 1976/77 war Sachse hinter seinem Mannschaftskollegen Hans-Jürgen Kreische mit 13 Toren zweitbester Torschütze für Dresden geworden, in der Oberligatorschützenliste landete er auf Rang drei. Zu Beginn der Saison 1980/81 wechselte Rainer Sachse 30-jährig elbabwärts zum Oberligakonkurrenten Stahl Riesa. Bereits in seiner ersten Spielzeit musste Sachse die bittere Pille des Abstiegs schlucken, verhalf seiner Mannschaft als DDR-Liga-Torschützenkönig mit 20 Treffern zum Staffelsieg, doch verpasste Riesa mit dem vierten Platz in der Aufstiegsrunde die sofortige Rückkehr in die Oberliga. In der nächsten Saison schoss Sachse 14 Tore, zweitbester Riesaer Torschütze hinter Dietmar Jentzsch (16), und diesmal wurde die Aufstiegsrunde mit Platz eins erfolgreich absolviert, in den acht Spielen war Sachse mit fünf Toren am treffsichersten. Die Oberligasaison 1983/84 konnte Stahl Riesa mit Rang 11 sicher überstehen, danach beendete Sachse seine leistungssportliche Laufbahn. In Riesa hatte er noch einmal 36 Oberligaspiele absolviert, sodass am Ende seiner Karriere 208 Erstligaeinsätze mit insgesamt 83 Toren zu Buche standen.

### Auswahleinsätze
Seine gute Form im Frühjahr 1977 war für Nationaltrainer Georg Buschner Anlass, Sachse in die A-Nationalmannschaft zu berufen. Nachdem Sachse bereits ein B-Länderspiel und zehn Nachwuchsländerspiele (zwei Treffer) in der ostdeutschen U-23 absolviert hatte, kam er am 27. April 1977 in der Begegnung Rumänien – DDR (1:1) zu seinem ersten A-Länderspiel. In der 73. Minute wurde er für den auf rechtsaußen stürmenden Berliner Hans-Jürgen Riediger eingewechselt. Auch im darauffolgenden Länderspiel, am 12. Juli 1977 in Buenos Aires gegen Argentinien erhielt Sachse noch einmal eine Chance. Er wurde diesmal von Beginn an als Rechtsaußen eingesetzt, in der 70. Minute jedoch dieses Mal von Riediger ersetzt. Ein Sieg gelang ihm mit der Buschner-Elf in den beiden Einsätzen nicht. Nach weiteren zwei Einsätzen in der B-Nationalmannschaft sowie drei Einsätzen in der U-21 im Herbst 1977 war Sachses Länderspielkarriere beendet.

## Trainerlaufbahn
In den folgenden Jahren war Rainer Sachse als Trainer tätig. Zunächst als Jugendtrainer in Riesa und von 1986 bis 1989 bei Stahl Freital, dessen Mannschaft er 1988 in die Bezirksliga führte. Bis 1997 war er Trainer beim DDR- bzw. NOFV-Ligisten und späteren Teilnehmer der Oberliga Nordost TSG/SV 08 Meißen, ehe er sich aus gesundheitlichen Gründen vollends vom Sport zurückziehen musste.

## Berufliche Laufbahn
Bereits 1994 hatte er als ausgebildeter Fachschulökonom in Dresden ein Transportunternehmen für Kleintransporte und Kurierdienste gegründet.

## Trivia
Sachse ist mit seiner Ehefrau Karla, die er Anfang der 1970er-Jahre heiratete, Vater von zwei Kindern.